# Brachiaria ambigens
Brachiaria ambigens är en gräsart som beskrevs av Emilio Chiovenda. Brachiaria ambigens ingår i släktet Brachiaria och familjen gräs.
Artens utbredningsområde är Etiopien. Inga underarter finns listade i Catalogue of Life.